# Twenty-Seven
Twenty-Seven o 27 è il quinto album di studio del gruppo punk inglese The Adicts, pubblicato nel 1992 da Cleopatra Records negli USA e l'anno in Europa da Anagram Records.
Si tratta della prima pubblicazione della band dopo sette anni di silenzio, ossia da Fifth Overture, e questo stesso disco attenderà quasi dieci anni per avere un successore, fino alla pubblicazione di Rise and Shine. Musicalmente il quartetto in queste diciotto tracce ritorna al suo sound originale, abbandonando la new wave di Fifth Overture e unendo oi!, melodia punk e l'infantilità di Peter and the Test Tube Babies e Vicious Rumours.
Il disco è stato recentemente ripubblicato da Captain Oi! e SOS con alcune bonus track.

## Tracce
- Tutte le tracce scritte dai The Adicts eccetto dove indicato.

1. Angel (Pete Davidson, Mel Ellis, Keith Warren) - 2:56
2. Love Sucks - 1:34
3. Do It - 1:52
4. That's Happiness -	1:58
5. Shangri-La - 3:14
6. Football Fairy Story - 1:39
7. Rossini - 2:54
8. Breakdown (Davidson, Ellis, Warren) - 1:47
9. Give Me More (Davidson, Ellis, Warren) - 3:45
10. Fuck It Up (Davidson, Ellis, Warren) - 3:24
11. G.I.R.L. -	2:22
12. What Am I to Do (Davidson, Ellis, Warren) - 1:46
13. Rockers in Rags - 2:10
14. Let's Dance (Davidson, Ellis, Warren) - 2:15
15. 7:27 - 2:20
16. Bog (Davidson, Ellis, Warren) - 3:06
17. Learn Guitar With Monkey & Kid (Davidson, Ellis, Warren) - 2:40
18. Give Me More (Reprise) (Davidson, Ellis, Warren) - 0:49

### Bonus track (Captain Oi!)[2]
1. Just Wanna Dance With You (Davidson, Ellis, Warren) - 2:58

### Bonus track (SOS Records)[3]
1. Just Wanna Dance with You (Davidson, Ellis, Warren) - 2:57
2. The Swingling Song (Davidson, Ellis, Warren) - 1:37
3. Brightest Star (Davidson, Ellis, Warren) - 3:55

## Crediti[4]
- Keith Warren - voce
- Pete Davidson - chitarra
- Mel Ellis - basso
- Kid Davidson - batteria
- James Harding - produttore
- Martin Hawkes - produttore, ingegnere del suono
- The Adicts - soggetto della copertina